# Міжнародна премія Гайрднера
Міжнародна премія Гайрднера (англ. Canada Gairdner International Award) — щорічна наукова премія, що вручається Фондом Гайрднера («Gairdner Foundation», Канада) за видатні досягнення у галузі медичних наук. Одна з найпрестижніших в світі біомедичних нагород, розглянута, як «переднобелівська».

## Історія
Фонд The Gairdner Foundation був створений в 1957 році Джеймсом Артуром Гайрднером. Перше вручення премій відбулося в 1959 році. На 2009 рік премію отримали 298 осіб з 13 країн, включаючи 42 канадців.
Лауреат цієї премії традиційно розглядається як головний кандидат на Нобелівську премію з медицини. За даними на 2007 рік, 69 Нобелівських лауреатів до неї раніше вже отримали Міжнародну премію Гайрднера. Премія в розмірі 100.000 канадських доларів вручається щорічно, як правило, кільком (3-6) біологам або медикам.

## Лауреати
Серед лауреатів:
| Рік  | Лауреат                                               | Обґрунтування нагороди | Джерело                 |
| ---- | ----------------------------------------------------- | --- | ----------------------- |
| 1959 | Charles Ragan Harry M. Rose                           | Оригінальний текст (англ.) [«In recognition of his contribution to the knowledge of rheumatology and especially for achievement in introducing an agglutination test which has become a valuable investigative procedure in differentiation of rheumatoid arthritis from other rheumatic diseases, thus revealing a hitherto unknown avenue for the investigation of their origin»] Помилка: {{Lang}}: не вказано код мови (допомога) | [ 6 ] [ 7 ]             |
| 1959 | William D.M. Paton                                    | Оригінальний текст (англ.) [«In recognition of his contribution to the knowledge of pharmacology and especially for meritorious achievement in introducing the methonium compounds, which have played a valuable role in the treatment of hypertension»] Помилка: {{Lang}}: не вказано код мови (допомога) | [ 8 ]                   |
| 1959 | Альфред Блейлок                                       | Оригінальний текст (англ.) [«In recognition of his contributions to the knowledge of medicine and especially for outstanding achievement in developing an operation for the treatment of congenital heart lesions, thus introducing a new era in cardiac surgery»] Помилка: {{Lang}}: не вказано код мови (допомога) | [ 9 ]                   |
| 1959 | Елеанор Займіс                                        | Оригінальний текст (англ.) [«In recognition of her contribution to the knowledge of pharmacology and especially for meritorious achievement in introducing the methonium compounds, which have played a valuable role in the treatment of hypertension»] Помилка: {{Lang}}: не вказано код мови (допомога) | [ 10 ]                  |
| 1959 | Вілфред Бігелоу                                       | Оригінальний текст (англ.) [«In recognition of his contributions to the knowledge of cardiology and especially for his achievement in developing the hypothermia method of open heart surgery»] Помилка: {{Lang}}: не вказано код мови (допомога) | [ 11 ]                  |
| 1960 | Джон Гейшам Гіббон                                    | Оригінальний текст (англ.) [«In recognition of his contributions to the knowledge of cardiology, and especially for his achievement in developing and using a heart-lung machine in the first successful surgical correction of a heart defect in a human patient, thus introducing new and practical means for prolonging life among persons with congenital and acquired heart defects»] Помилка: {{Lang}}: не вказано код мови (допомога) | [ 12 ]                  |
| 1960 | Arnold Rice Rich                                      | Оригінальний текст (англ.) [«In recognition of his contributions to the knowledge of pathology and immunology, and especially for his achievements in demonstrating the role of hypersensitivity in the production of certain tissue lesions, such as those found in various rheumatic and other diseases, thus introducing new methods for their further investigation»] Помилка: {{Lang}}: не вказано код мови (допомога) | [ 13 ]                  |
| 1960 | Карл Фридрих Мейер                                    | Оригінальний текст (англ.) [«In recognition of his contributions to the knowledge of physiology and pathology, and especially for his achievements in elucidating the chemical structure of the ground substance found in connective tissue, site of the inflammatory processes involved in the rheumatic diseases»] Помилка: {{Lang}}: не вказано код мови (допомога) | [ 14 ]                  |
| 1960 | John McMichael                                        | Оригінальний текст (англ.) [«In recognition of his contributions to the knowledge of cardiology and clinical physiology and especially for his achievements in the early application of cardiac catheterization technique to the measurement of cardiac pressure and output, thus making an important contribution to the understanding of heart failure»] Помилка: {{Lang}}: не вказано код мови (допомога) | [ 15 ]                  |
| 1960 | William F. Hamilton                                   | Оригінальний текст (англ.) [«In recognition of his many contributions to the knowledge of cardiac physiology, and especially for his achievement in developing the dye dilution technique for determining cardiac output, which has made possible many advances in the diagnosis and investigation of heart disease»] Помилка: {{Lang}}: не вказано код мови (допомога) | [ 16 ]                  |
| 1960 | Joshua Harold Burn                                    | Оригінальний текст (англ.) [«In recognition of his contributions to the knowledge of pharmacology, cardiac-physiology and vaso-neurology, and especially for his achievements in elucidating the role of various drugs, noradrenaline and the sympathetic nervous system in the excitation and control of cardio-vascular disease»] Помилка: {{Lang}}: не вказано код мови (допомога) | [ 17 ]                  |
| 1961 | Джонас Келлгрен                                       | Оригінальний текст (англ.) [«In recognition of his many contributions to the knowledge of rheumatology and epidemiology and especially for his leadership in devising and executing scientific studies of the prevalence of rheumatoid arthritis, providing for greater understanding of the natural history of this disease, thus contributing to progressive improvements in methods for its diagnosis and treatment»] Помилка: {{Lang}}: не вказано код мови (допомога) | [ 18 ]                  |
| 1961 | Alexander B. Gutman                                   | Оригінальний текст (англ.) [«In recognition of his contributions to the knowledge of rheumatology and biochemistry, and especially for his achievements in elucidating the metabolic defects present in gout, and in demonstrating the action of certain drugs which increase the excretion of uric acid, thus leading to the present situation in which it is possible to exercise almost perfect control over attacks of acute gout and prevent gouty arthritis»] Помилка: {{Lang}}: не вказано код мови (допомога) | [ 19 ]                  |
| 1961 | Alan C. Burton                                        | Оригінальний текст (англ.) [«In recognition of his contributions to the knowledge of cardiovascular physiology and especially for his achievements in applying the basic laws of physics to the peripheral and pulmonary circulations, thus providing scientific explanation of the factors governing the collapse, the opening up, and the size of blood vessels which has also brought about an improved understanding of the behaviour of blood vessels in health and disease»] Помилка: {{Lang}}: не вказано код мови (допомога) | [ 20 ]                  |
| 1961 | Russell Brock                                         | Оригінальний текст (англ.) [«In recognition of his contributions to the knowledge of the functional pathology, investigation and surgery of congenital and rheumatic heart disease and especially for his elucidation of the factors, both valvular and muscular, which may obstruct the flow of blood from either the right or the left side of the heart into the main arteries of the lungs and body, which has led to the rational surgical management of such obstructive diseases of the heart»] Помилка: {{Lang}}: не вказано код мови (допомога) | [ 21 ]                  |
| 1961 | Ульф Сванте фон Ойлер                                 | Оригінальний текст (англ.) [«In recognition of his contributions to the knowledge of the substances released at the nerve endings of the sympathetic nervous system and especially for his recognition that noradrenaline was the most important substance and that it was present in significant amount in all body organs (including the heart) that have a sympathetic nerve supply»] Помилка: {{Lang}}: не вказано код мови (допомога) | [ 22 ]                  |
| 1962 | Френсіс Крик                                          | Оригінальний текст (англ.) [«In recognition of his contributions to the knowledge of molecular biology and genetics, including his inspiring investigations of the nucleic acids which have shown how genetic information can be impressed and stored in the germ cells of parents and be transmitted to succeeding generations, his studies of the molecular structure of collagen and especially his brilliant development of the 'coding' theory - a concept which explains the way in which information carried in the genes determines the amino acid sequence and therefore the structure and character of all the many different proteins which are continuously being synthesized by the living organism»] Помилка: {{Lang}}: не вказано код мови (допомога) | [ 23 ]                  |
| 1962 | Clarence Crafoord                                     | Оригінальний текст (англ.) [«In recognition of his contributions to the knowledge of cardiology and especially for his leadership in the field of cardiac surgery, including his pioneer development of operations to correct coarctation of the aorta and patent ductus arteriosus»] Помилка: {{Lang}}: не вказано код мови (допомога) | [ 24 ]                  |
| 1962 | Albert Coons                                          | Оригінальний текст (англ.) [«In recognition of his contributions to the knowledge of pathology and immunology, and especially for his development of the fluorescent antibody technique which has cast new light on hypersensitivity reactions, and which has opened important new avenues for the study of diseases, such as rheumatoid arthritis, glomerulonephritis, rheumatic fever and disseminated lupus erythematosus, in which these reactions may be involved»] Помилка: {{Lang}}: не вказано код мови (допомога) | [ 25 ]                  |
| 1962 | Stanley Sarnoff                                       | Оригінальний текст (англ.) [«In recognition of his contributions to the knowledge of cardiac physiology and especially for his demonstration of the interrelated roles of the nervous system, hormones and heart size in the control of cardiac performance, thus establishing physiological principles which have assisted medical scientists to better understand the action of the heart in normal and diseased states»] Помилка: {{Lang}}: не вказано код мови (допомога) | [ 26 ]                  |
| 1962 | Henry Kunkel                                          | Оригінальний текст (англ.) [«In recognition of his contributions to the knowledge of medicine and especially for his serological, immunological and metabolic studies of protein molecules, which have increased the understanding of such diverse diseases as cirrhosis of the liver, multiple myeloma, arteriosclerosis, rheumatoid arthritis and disseminated lupus erythematosus»] Помилка: {{Lang}}: не вказано код мови (допомога) | [ 27 ]                  |
| 1963 | Murray Barr                                           | Оригінальний текст (англ.) [«In recognition of his outstanding contributions to the knowledge of micro anatomy and human cytogenetics and, in particular, for his discovery of a technique for the specific identification of male and female cells, thus opening vast new areas for research into the normal and abnormal development of bodily structures, which have led to an improved understanding of several important congenital anomalies including some errors of sexual development and some forms of mental retardation»] Помилка: {{Lang}}: не вказано код мови (допомога) | [ 28 ]                  |
| 1963 | Eric Bywaters                                         | Оригінальний текст (англ.) [«In recognition of his distinguished contributions to the knowledge of rheumatology and pediatrics and, in particular, for his painstaking delineations of the natural history of juvenile rheumatoid arthritis, and for his penetrating and critical descriptions of several other rheumatic syndromes, which have provided criteria for diagnosis and prognosis, establishing an improved basis for the treatment decisions which must be made on behalf of patients suffering from these diseases»] Помилка: {{Lang}}: не вказано код мови (допомога) | [ 29 ]                  |
| 1963 | Кларенс Волтон Ліллехай                               | Оригінальний текст (англ.) [«In recognition of his distinguished contribution to the knowledge of cardiac surgery and cardiac physiology and, in particular, for his pioneering contributions to open heart surgery before the development of pump oxygenators, his contributions to the improvement of the mechanical means of extra corporeal circulation, his early use of cardiac pace makers, and his practical and theoretical leadership in the development of successful surgical techniques for the correction of congenital and acquired heart defects»] Помилка: {{Lang}}: не вказано код мови (допомога) | [ 30 ]                  |
| 1963 | Петро Грабар                                          | Оригінальний текст (англ.) [«In recognition of his distinguished contributions to the knowledge of biochemistry and, in particular, for his contributions to immunohistochemistry, including the development of the immunoelectrophoretic technique, which has made possible the specific identification of many bodily proteins, thus opening important new avenues for research in diseases, such as rheumatoid arthritis, in which disordered immunological responses appear to be implicated»] Помилка: {{Lang}}: не вказано код мови (допомога) | [ 31 ]                  |
| 1963 | Irvine Page                                           | Оригінальний текст (англ.) [«In recognition of his distinguished contributions to the knowledge of cardiac and vascular physiology, pharmacology, and endocrinology, and, in particular, for his persevering leadership in these fields, which in association with numerous colleagues has led to several discoveries of importance, notably the existence and synthesis of angiotensin, an important factor in the understanding and management of hypertension, and the existence of serotonin, which has laid the foundation for many advances in neuro chemistry»] Помилка: {{Lang}}: не вказано код мови (допомога) | [ 32 ]                  |
| 1963 | Jacques Genest                                        | Оригінальний текст (англ.) [«In recognition of his distinguished contributions to the knowledge of vascular physiology and, in particular, for his studies of the mechanism of hypertension, and especially for his demonstration that the increased secretion of aldosterone observed in many patients suffering from this disorder is stimulated by angiotensin»] Помилка: {{Lang}}: не вказано код мови (допомога) | [ 33 ]                  |
| 1964 | Keith R. Porter                                       | Оригінальний текст (англ.) [«In recognition of his distinguished contributions to the knowledge of cellular biology and, in particular, for his development and application of sophisticated techniques of electron microscopy resulting in his early demonstration of many important features of the fine structure of cells, including the endoplasmic reticulum»] Помилка: {{Lang}}: не вказано код мови (допомога) | [ 34 ]                  |
| 1964 | Donald Walter Gordon Murray                           | Оригінальний текст (англ.) [«In recognition of his important contributions to the knowledge of cardiac physiology and pathology, and the development of several important techniques in cardiac surgery, and especially for his scientific courage in the pursuit of knowledge of clinical significance in many fields of medicine and surgery»] Помилка: {{Lang}}: не вказано код мови (допомога) | [ 35 ]                  |
| 1964 | Ivan Roitt                                            | Оригінальний текст (англ.) [«In recognition of his important contributions to the knowledge of immunology and, in particular, for the demonstration of the presence of thyroglobulin antibodies in the serum of patients with Hashimoto's disease, and the stimulation which his research has given to the developing concept and understanding of diseases of auto-immunity»] Помилка: {{Lang}}: не вказано код мови (допомога) | [ 36 ]                  |
| 1964 | Дебора Доніах                                         | Оригінальний текст (англ.) [«In recognition of her important contributions to the knowledge of immunology and, in particular, for her demonstration of the presence of thyroglobulin antibodies in the serum of patients with Hashimoto's disease, and the stimulation which her research has given to the developing concept and understanding of diseases of auto-immunity»] Помилка: {{Lang}}: не вказано код мови (допомога) | [ 37 ]                  |
| 1964 | Karl H. Beyer Jr.                                     | Оригінальний текст (англ.) [«In recognition of his significant contributions to the knowledge of pharmacology and the understanding of renal physiology and, in particular, for his painstaking research, perceptive observations and scientific leadership resulting in the discovery of uricosuric and improved diuretic drugs, which now bring relief to millions of sufferers from gout and gouty arthritis, and the edema associated with heart disease»] Помилка: {{Lang}}: не вказано код мови (допомога) | [ 38 ]                  |
| 1964 | Сеймур Бензер                                         | Оригінальний текст (англ.) [«In recognition of his outstanding contributions to the knowledge of genetics and molecular biology, and in particular for his elucidation of the fine structure of genes, which has made it possible to extend the limits of genetic resolution by relating genetic changes to chemical alterations in deoxyribonucleic acid, thus clarifying the chemical bases of heredity in determining the nature and properties of cells and viruses.»] Помилка: {{Lang}}: не вказано код мови (допомога) | [ 39 ]                  |
| 1965 | Frederick Horace Smirk                                | Оригінальний текст (англ.) [«In recognition of his total contribution to our understanding of the causes and treatment of hypertension and in particular for his clinical evaluation of nerve-blocking drugs in the treatment of high blood pressure»] Помилка: {{Lang}}: не вказано код мови (допомога) | [ 40 ]                  |
| 1965 | Daniel J. McCarty                                     | Оригінальний текст (англ.) [«In recognition of his contributions in the field of rheumatology and in particular for his demonstration that crystals of uric acid and calcium in the fluids in and about the joints are ingested by leukocytes which then release a substance which causes an inflammatory reaction»] Помилка: {{Lang}}: не вказано код мови (допомога) | [ 41 ]                  |
| 1965 | Шарль Філіпп Леблон                                   | Оригінальний текст (англ.) [«In recognition of his contributions to the knowledge of cellular biology by developing the technique of autoradiography with which he has studied the functioning of the thyroid gland and the rate of cell growth and renewal in various tissues of the body»] Помилка: {{Lang}}: не вказано код мови (допомога) | [ 42 ]                  |
| 1965 | Charles Enrique Dent                                  | Оригінальний текст (англ.) [«In recognition of his contributions in the field of human metabolism and his role as the first to apply the technique of paper chromatography to the isolation and identification of substances in the blood and body fluids of patients, a technique which has revolutionized investigation of a number of genetic disorders involving amino acids and other substances»] Помилка: {{Lang}}: не вказано код мови (допомога) | [ 43 ]                  |
| 1965 | Robin Coombs                                          | Оригінальний текст (англ.) [«In recognition of his contributions in the development of serological techniques and in particular for the test he introduced to detect the presence of Rh antibodies on red blood cells»] Помилка: {{Lang}}: не вказано код мови (допомога) | [ 44 ]                  |
| 1965 | Джером Конн                                           | Оригінальний текст (англ.) [«In recognition of his contributions in the field of endocrinology and in particular for his investigations establishing the clinical significance of aldosterone, a hormone of the adrenal cortex, in various types of hypertension and edema; also in recognition of his studies in the use of oral medications for the control of diabetes»] Помилка: {{Lang}}: не вказано код мови (допомога) | [ 45 ]                  |
| 1966 | Jan G. Waldenström                                    | Оригінальний текст (англ.) [«In recognition of his contributions to our knowledge of certain metabolic disorders and in particular for his clarification of the serum protein abnormalities in multiple myeloma and in essential macroglobulinaemia»] Помилка: {{Lang}}: не вказано код мови (допомога) | [ 46 ]                  |
| 1966 | Жак Міллер                                            | Оригінальний текст (англ.) [«In recognition of his fundamental contributions to our understanding of the role of the thymus in the development of normal immunological mechanisms in early life, and in their maintenance in the adult, and for the stimulus which his studies of the thymus gave to the rapidly developing field of immunobiology»] Помилка: {{Lang}}: не вказано код мови (допомога) | [ 47 ]                  |
| 1966 | Луїс Федеріко Лелуар                                  | Оригінальний текст (англ.) [«In recognition of his outstanding contributions to the field of carbohydrate chemistry and metabolism and, in particular, for his discovery of the sugar nucleotides and their fundamental reactions in the biosynthesis of disaccharides and polysaccharides»] Помилка: {{Lang}}: не вказано код мови (допомога) | [ 48 ]                  |
| 1966 | Віллем Йоган Колфф                                    | Оригінальний текст (англ.) [«In recognition of his early work on the development of an artificial kidney, which has in recent years contributed to the prolongation of life of many patients suffering from renal failure, and has made it practical to consider the use of kidney transplants»] Помилка: {{Lang}}: не вказано код мови (допомога) | [ 49 ]                  |
| 1966 | Чарлз Брентон Хаггінс                                 | Оригінальний текст (англ.) [«In recognition of his pioneer work in the treatment of cancer with hormonal substances, and his use of a chemical means of monitoring the response in carcinoma of the prostate»] Помилка: {{Lang}}: не вказано код мови (допомога) | [ 50 ]                  |
| 1966 | Geoffrey S. Dawes                                     | Оригінальний текст (англ.) [«For his outstanding contributions to our understanding of the physiological behaviour and biochemical changes occurring in the foetus in utero, and in particular for his clarification of the adjustments that occur at birth during the changeover to extra-uterine life»] Помилка: {{Lang}}: не вказано код мови (допомога) | [ 51 ]                  |
| 1966 | Родні Портер                                          | Оригінальний текст (англ.) [«In recognition of his outstanding achievements in the field of immunochemistry»] Помилка: {{Lang}}: не вказано код мови (допомога) | [ 52 ]                  |
| 1967 | James Fraser Mustard                                  | Оригінальний текст (англ.) [«In recognition of his outstanding contributions in the fields of thrombosis and artherosclerosis, particularly his investigation of platelet economy, function, and metabolism, which have pointed to a relationship between thrombosis and artherosclerosis, and specifically for his classical experimental flow model demonstrating sites of thrombus accumulation, for the demonstration of platelet phagocytosis, and for the elucidation of factors affecting platelet aggregation»] Помилка: {{Lang}}: не вказано код мови (допомога) | [ 53 ]                  |
| 1967 | Peter J. Moloney                                      | Оригінальний текст (англ.) [«In recognition of a long and distinguished career marked by many important contributions to immunology and diabetes»] Помилка: {{Lang}}: не вказано код мови (допомога) | [ 54 ]                  |
| 1967 | Iain MacIntyre                                        | Оригінальний текст (англ.) [«In recognition of his important contributions in the field of mineral metabolism, and in particular for his studies of the physiology of calcitonin, and for his elucidation of numerous aspects of magnesium metabolism in experimental animals and man»] Помилка: {{Lang}}: не вказано код мови (допомога) | [ 55 ]                  |
| 1967 | D. Harold Copp                                        | Оригінальний текст (англ.) [«In recognition of his important contributions to the problems of calcium homeostasis, particularly his demonstration of the existence of a new hormone "calcitonin" which directly alters blood calcium levels and also his confirmation that the source of the hormone is the ultimobranchial glands»] Помилка: {{Lang}}: не вказано код мови (допомога) | [ 56 ]                  |
| 1967 | Sidney Udenfriend Джуліус Аксельрод                   | Оригінальний текст (англ.) [«In recognition of his wide-ranging and fundamental discoveries in relation to the chemistry, biosynthesis, metabolism and pharmacology of biogenic amines, especially the catecholamines»] Помилка: {{Lang}}: не вказано код мови (допомога) | [ 57 ] [ 58 ]           |
| 1967 | Джордж Паладе                                         | Оригінальний текст (англ.) [«In recognition of his many contributions to the development of methods of preparing cells and tissues so that subcellular components could be adequately preserved and visualized in the electron microscope, and to his pioneering use of these methods to develop knowledge about structure and function of cellular components»] Помилка: {{Lang}}: не вказано код мови (допомога) | [ 59 ]                  |
| 1967 | Маршалл Ніренберг                                     | Оригінальний текст (англ.) [«In recognition of his contributions to our understanding of the mechanisms of protein synthesis»] Помилка: {{Lang}}: не вказано код мови (допомога) | [ 60 ]                  |
| 1967 | Кристіан Рене де Дюв                                  | Оригінальний текст (англ.) [«For the discovery of Iysosomes»] Помилка: {{Lang}}: не вказано код мови (допомога) | [ 61 ]                  |
| 1968 | J. Edwin Seegmiller                                   | Оригінальний текст (англ.) [«For his elucidation of a number of inborn errors of metabolism and, in particular, for his discovery of an enzyme defect (phosphoribosyltransferase deficiency) in a neurological disease characterized by mental retardation, behavioural disturbances and over-production of uric acid»] Помилка: {{Lang}}: не вказано код мови (допомога) | [ 62 ]                  |
| 1968 | Jacques Oudin                                         | Оригінальний текст (англ.) [«In recognition of his contributions to immunochemistry through his analysis of antigen-antibody reactions in gelled media, and of his discovery and elucidation of genetic variations in the structure of immunoglobulins»] Помилка: {{Lang}}: не вказано код мови (допомога) | [ 63 ]                  |
| 1968 | Джордж Гітчінгс                                       | Оригінальний текст (англ.) [«For his leadership in the development of metabolic inhibitors by systematic chemical modification of biologically important compounds»] Помилка: {{Lang}}: не вказано код мови (допомога) | [ 64 ]                  |
| 1968 | James Learmonth Gowans                                | Оригінальний текст (англ.) [«In recognition of his contributions to a better understanding of the fate of the lymphocyte and its function in immune reactions»] Помилка: {{Lang}}: не вказано код мови (допомога) | [ 65 ]                  |
| 1968 | Bruce Chown                                           | Оригінальний текст (англ.) [«For his valuable contributions to the knowledge of human blood groups and particularly for his work on the diagnosis, treatment and prevention of hemolytic disease of the newborn, and for his leadership and inspiration of investigators concerned with clinical immunohematology»] Помилка: {{Lang}}: не вказано код мови (допомога) | [ 66 ]                  |
| 1969 | Frank J. Dixon                                        | Оригінальний текст (англ.) [«In recognition of his outstanding contributions in immunology and immunopathology, particularly his investigations dealing with the elucidation of the pathogenesis of serum sickness and of experimental and human glomerulonephritis»] Помилка: {{Lang}}: не вказано код мови (допомога) | [ 67 ]                  |
| 1969 | John P. Merrill                                       | Оригінальний текст (англ.) [«In recognition of his contribution to the field of nephrology and particularly his pioneer work in kidney transplantation which has led to its development as a practical form of treatment and has advanced our knowledge of immunologic mechanisms»] Помилка: {{Lang}}: не вказано код мови (допомога) | [ 68 ]                  |
| 1969 | Belding Hibbard Scribner                              | Оригінальний текст (англ.) [«For the concept of chronic intermittent hemodialysis; the arteriovenous cannulas which made it possible; his role in the development of "home" dialysis and continued basic and clinical investigation in his field»] Помилка: {{Lang}}: не вказано код мови (допомога) | [ 69 ]                  |
| 1969 | Robert B. Salter                                      | Оригінальний текст (англ.) [«In recognition of his scientific contributions to an understanding of cartilage degeneration, epiphyseal necrosis, torsional deformation of bone and dysplasia of joints in relation to numerous musculoskeletal disorders, especially congenital dislocation of the hip»] Помилка: {{Lang}}: не вказано код мови (допомога) | [ 70 ]                  |
| 1969 | Ерл Сазерленд                                         | Оригінальний текст (англ.) [«In recognition of his outstanding contributions to our understanding of the central role the adenylcyclase system plays in mediating many of the effects of hormones on metabolic processes»] Помилка: {{Lang}}: не вказано код мови (допомога) | [ 71 ]                  |
| 1969 | Ернест Маккалох Джеймс Тілл                           | Оригінальний текст (англ.) [«In recognition of their development of the spleen colony technique for measuring the capacity of primitive normal and neoplastic cells to multiply and differentiate in the body»] Помилка: {{Lang}}: не вказано код мови (допомога) | [ 72 ] [ 73 ]           |
| 1969 | F. Mason Sones                                        | Оригінальний текст (англ.) [«In recognition of his outstanding contributions to the investigation and treatment of coronary artery disease and, in particular, for his introduction of the technique of selected coronary arteriography which has permitted radiographic visualization of individual obstruction as an objective criterion of the need for revascularization of the myocardium»] Помилка: {{Lang}}: не вказано код мови (допомога) | [ 74 ]                  |
| 1970 | Vincent P. Dole                                       | Оригінальний текст (англ.) [«In recognition of his pioneer contributions to our understanding of the metabolism of free fatty acid and adipose tissue, and more recently for the significant work he has done in establishing a valuable method of treating narcotic addiction with methadone»] Помилка: {{Lang}}: не вказано код мови (допомога) | [ 75 ]                  |
| 1970 | Річард Долл                                           | Оригінальний текст (англ.) [«In recognition of his contributions to the methodology of medical research, and to the clarification of complex epidemiological problems»] Помилка: {{Lang}}: не вказано код мови (допомога) | [ 76 ]                  |
| 1970 | Robert A. Good                                        | Оригінальний текст (англ.) [«In recognition of his many contributions to our understanding of host defense mechanisms»] Помилка: {{Lang}}: не вказано код мови (допомога) | [ 77 ]                  |
| 1970 | Нільс Єрне                                            | Оригінальний текст (англ.) [«In recognition of his contributions to knowledge of the cellular basis of the immune response»] Помилка: {{Lang}}: не вказано код мови (допомога) | [ 78 ]                  |
| 1970 | Роберт Брюс Мерріфілд                                 | Оригінальний текст (англ.) [«In recognition of his work on the solid phase method for synthesis of polypeptides and of his application of this method in the first synthesis of an enzyme»] Помилка: {{Lang}}: не вказано код мови (допомога) | [ 79 ]                  |
| 1971 | Розалін Сасмен Ялоу Соломон Берсон                    | Оригінальний текст (англ.) [«For their development of a reliable, specific and sensitive method for the assay of plasma insulin, and their subsequent application of the same principles in the measurement of other polypeptide substances»] Помилка: {{Lang}}: не вказано код мови (допомога) | [ 80 ] [ 81 ]           |
| 1971 | Дональд Штайнер                                       | Оригінальний текст (англ.) [«In recognition of his discovery that insulin is derived from a larger precursor molecule, called pro-insulin - a model which may elucidate the biosynthesis of other active compounds»] Помилка: {{Lang}}: не вказано код мови (допомога) | [ 82 ]                  |
| 1971 | Фредерік Сенгер                                       | Оригінальний текст (англ.) [«For his contributions to the study of the structure of complex biochemical substances, and in particular for determining the precise chemical composition of insulin»] Помилка: {{Lang}}: не вказано код мови (допомога) | [ 83 ]                  |
| 1971 | Rachmiel Levine                                       | Оригінальний текст (англ.) [«In recognition of his many contributions to the study of diabetes mellitus, and especially for his pioneer work on the site of action of insulin»] Помилка: {{Lang}}: не вказано код мови (допомога) | [ 84 ]                  |
| 1971 | Чарлз Герберт Бест                                    | Оригінальний текст (англ.) [«In recognition of his part in the discovery and development of insulin, and for many other contributions to medical research»] Помилка: {{Lang}}: не вказано код мови (допомога) | [ 85 ]                  |
| 1972 | Рут Сенгер Robert Russell Race                        | Оригінальний текст (англ.) [«For their many important contributions to our knowledge of human blood groups, and for their brilliant application of this knowledge to problems in the fields of immunology, genetics, and clinical medicine»] Помилка: {{Lang}}: не вказано код мови (допомога) | [ 86 ] [ 87 ]           |
| 1972 | Олег Горникевич                                       | Оригінальний текст (англ.) [«For his elucidation of the biochemical lesion in Parkinson's disease, and his other contributions to our knowledge of the physiology of the brain»] Помилка: {{Lang}}: не вказано код мови (допомога) | [ 88 ]                  |
| 1972 | Бріттон Чанс                                          | Оригінальний текст (англ.) [«For his ingenuity in devising biophysical techniques for the observation of molecular events in living tissues, cells and organelles and for his unique imaginativeness in applying these techniques to bridge the gap between our knowledge of isolated enzymes and the phenomena of physiology and pharmacology»] Помилка: {{Lang}}: не вказано код мови (допомога) | [ 89 ]                  |
| 1972 | Суне Бергстрем                                        | Оригінальний текст (англ.) [«In recognition of his contributions to the identification and chemical characterization of the prostaglandins, ubiquitous among mammalian tissues and having diverse biological activities»] Помилка: {{Lang}}: не вказано код мови (допомога) | [ 90 ]                  |
| 1973 | Roscoe O. Brady                                       | Оригінальний текст (англ.) [«For his work on the enzymology of complex lipids and his contribution to the management of lipid storage diseases»] Помилка: {{Lang}}: не вказано код мови (допомога) | [ 91 ]                  |
| 1973 | Denis Parsons Burkitt                                 | Оригінальний текст (англ.) [«For his recognition, clinical description and brilliant epidemiological study of the unusual lymphoma in Africa which now bears his name»] Помилка: {{Lang}}: не вказано код мови (допомога) | [ 92 ]                  |
| 1973 | Джон Чарнлі                                           | Оригінальний текст (англ.) [«For his scholarly contributions to the biomechanics and lubrication of joints and, in particular, for his development of a practical, low friction arthroplasty for arthritis of the hip»] Помилка: {{Lang}}: не вказано код мови (допомога) | [ 93 ]                  |
| 1973 | Кімісіге Ісідзака Теруко Ісідзака                     | Оригінальний текст (англ.) [«For the identification and characterization of the new immunoglobulin class, IgE, which has led to an increased understanding of allergic mechanisms»] Помилка: {{Lang}}: не вказано код мови (допомога) | [ 94 ]                  |
| 1973 | Harold E. Johns                                       | Оригінальний текст (англ.) [«For his pioneer work in the development of cobalt and high energy radiotherapy and for his many contributions to education and research in the fields of clinical physics and biophysics»] Помилка: {{Lang}}: не вказано код мови (допомога) | [ 95 ]                  |
| 1974 | Девід Балтімор Говард Темін                           | Оригінальний текст (англ.) [«For innovative and significant research on the mechanism of action of viruses in relation to tumor production»] Помилка: {{Lang}}: не вказано код мови (допомога) | [ 96 ] [ 97 ]           |
| 1974 | Роже Гіймен Ендрю Віктор Шаллі                        | Оригінальний текст (англ.) [«For outstanding work on the identification, synthesis and clinical application of hypothalamic releasing hormones»] Помилка: {{Lang}}: не вказано код мови (допомога) | [ 98 ] [ 99 ]           |
| 1974 | Hector DeLuca                                         | Оригінальний текст (англ.) [«For his elucidation of the metabolism of vitamin D»] Помилка: {{Lang}}: не вказано код мови (допомога) | [ 100 ]                 |
| 1974 | Hans J. Müller-Eberhard                               | Оригінальний текст (англ.) [«For his contributions to our understanding of the molecular basis of the complement system in man»] Помилка: {{Lang}}: не вказано код мови (допомога) | [ 101 ]                 |
| 1974 | Юда Герш Квостел                                      | Оригінальний текст (англ.) [«In recognition of his many contributions during a long career in biochemical research»] Помилка: {{Lang}}: не вказано код мови (допомога) | [ 102 ]                 |
| 1975 | Ernest Beutler                                        | Оригінальний текст (англ.) [«For elucidating the biochemical and genetic basis of the hemolytic anemias related to glucose-6-phosphate dehydrogenase deficiency, and other studies on human erythrocytes»] Помилка: {{Lang}}: не вказано код мови (допомога) | [ 103 ]                 |
| 1975 | Барух Бламберг                                        | Оригінальний текст (англ.) [«In recognition of his discovery of the Australia antigen in 1963 and its association with hepatitis in 1967, greatly enhancing our knowledge of viral hepatitis type B, and its prevention»] Помилка: {{Lang}}: не вказано код мови (допомога) | [ 104 ]                 |
| 1975 | Генрі Герс                                            | Оригінальний текст (англ.) [«For fundamental discoveries related to glycogen metabolism and its disorders, disorders of fructose metabolism and the lysosomal basis of several inborn errors of metabolism»] Помилка: {{Lang}}: не вказано код мови (допомога) | [ 105 ]                 |
| 1975 | Х'ю Хакслі                                            | Оригінальний текст (англ.) [«In recognition of outstanding contributions to our understanding of the molecular basis of muscle contraction»] Помилка: {{Lang}}: не вказано код мови (допомога) | [ 106 ]                 |
| 1975 | John D. Keith                                         | Оригінальний текст (англ.) [«In recognition of his many and important contributions to our understanding of the natural history of congenital heart disease, which have formed the basis for the modern treatment of congenital heart malformations»] Помилка: {{Lang}}: не вказано код мови (допомога) | [ 107 ]                 |
| 1975 | William Thornton Mustard                              | Оригінальний текст (англ.) [«In recognition of his outstanding contributions in the area of cardiovascular surgery, in particular the achievement of the ingenious operation for the transposition of the great vessels, for which the operation now bears his name»] Помилка: {{Lang}}: не вказано код мови (допомога) | [ 108 ]                 |
| 1976 | Годфрі Гаунсфілд                                      | Оригінальний текст (англ.) [«In recognition of his outstanding contributions to the care of patients by the pioneer development of computerized tomography»] Помилка: {{Lang}}: не вказано код мови (допомога) | [ 109 ]                 |
| 1976 | Thomas R. Dawber Вільям Б. Каннел                     | Оригінальний текст (англ.) [«For their careful epidemiologic studies, revealing risk factors in cardiovascular disease which have important implications for the prevention of these disorders»] Помилка: {{Lang}}: не вказано код мови (допомога) | [ 110 ] [ 111 ]         |
| 1976 | Юджин Кеннед                                          | Оригінальний текст (англ.) [«For his elucidation of the biochemical pathways involved in triglyceride and phospholipid synthesis»] Помилка: {{Lang}}: не вказано код мови (допомога) | [ 112 ]                 |
| 1976 | Георг Клейн                                           | Оригінальний текст (англ.) [«For his contributions to our understanding of the biology of neoplastic cells and his distinguished work in tumour immunology»] Помилка: {{Lang}}: не вказано код мови (допомога) | [ 113 ]                 |
| 1976 | Джордж Снелл                                          | Оригінальний текст (англ.) [«For his identification of the major histocompatibility complex in mice, and for establishing methods of study fundamental to immunogenetics»] Помилка: {{Lang}}: не вказано код мови (допомога) | [ 114 ]                 |
| 1977 | Карл Френк Остін                                      | Оригінальний текст (англ.) [«For his contributions to our understanding of the factors involved in the initiation, amplification and control of the inflammatory response»] Помилка: {{Lang}}: не вказано код мови (допомога) | [ 115 ]                 |
| 1977 | Cyril Clarke                                          | Оригінальний текст (англ.) [«In recognition of his original and far-reaching contributions to the prevention of haemolytic disease of the newborn»] Помилка: {{Lang}}: не вказано код мови (допомога) | [ 116 ]                 |
| 1977 | Жан Доссе                                             | Оригінальний текст (англ.) [«For recognition of the effects of histocompatibility antigens in humans, and his continuing leadership in the application of this knowledge to such diverse fields as transplantation immunology and the study of genetically determined diseases»] Помилка: {{Lang}}: не вказано код мови (допомога) | [ 117 ]                 |
| 1977 | Генрі Джордж Фрізен                                   | Оригінальний текст (англ.) [«In recognition of his contributions to the understanding of the biochemistry, physiology and pathophysiology of lactogenic hormones and, in particular, for the identification of human prolactin»] Помилка: {{Lang}}: не вказано код мови (допомога) | [ 118 ]                 |
| 1977 | Віктор Маккьюсік                                      | Оригінальний текст (англ.) [«In recognition of his many contributions to the development of the field of clinical genetics and his role in placing human genetics in the mainstream of clinical medicine»] Помилка: {{Lang}}: не вказано код мови (допомога) | [ 119 ]                 |
| 1978 | Сідней Бреннер                                        | Оригінальний текст (англ.) [«In recognition of his highly original and conceptual contributions to molecular biology, and to the understanding of how genetic information is read and translated»] Помилка: {{Lang}}: не вказано код мови (допомога) | [ 120 ]                 |
| 1978 | Жан-П'єр Шанже                                        | Оригінальний текст (англ.) [«In recognition of his pioneering work in purifying and elucidating the mechanisms of the cholinergic receptor»] Помилка: {{Lang}}: не вказано код мови (допомога) | [ 121 ]                 |
| 1978 | Donald S. Fredrickson                                 | Оригінальний текст (англ.) [«For his contributions to our understanding of the genetic, biochemical and clinical aspects of the hyperlipoproteinemias»] Помилка: {{Lang}}: не вказано код мови (допомога) | [ 122 ]                 |
| 1978 | Samuel O. Freedman Phil Gold                          | Оригінальний текст (англ.) [«In recognition of their discovery of carcinoembryonic antigen, and for studies which elucidated its biological and clinical significance»] Помилка: {{Lang}}: не вказано код мови (допомога) | [ 123 ] [ 124 ]         |
| 1978 | Едвін Кребс                                           | Оригінальний текст (англ.) [«For elucidating fundamental biochemical mechanisms related to glycogen breakdown: pioneer work that has enhanced our knowledge of hormone action»] Помилка: {{Lang}}: не вказано код мови (допомога) | [ 125 ]                 |
| 1978 | Елізабет Міллер Джеймс Міллер                         | Оригінальний текст (англ.) [«In recognition of their many important contributions to our understanding of how environmental chemicals, both naturally occurring and man made, induce cancer»] Помилка: {{Lang}}: не вказано код мови (допомога) | [ 126 ] [ 127 ]         |
| 1978 | Lars Terenius                                         | Оригінальний текст (англ.) [«For his development of radioreceptor methods, their application to opiates and the detection of an endogenous opiate-like substance in the nervous system»] Помилка: {{Lang}}: не вказано код мови (допомога) | [ 128 ]                 |
| 1979 | Джеймс Вайт Блек                                      | Оригінальний текст (англ.) [«In recognition of his role in the identification of amine receptors and in the development of the receptor-blocking drugs, Propranolol and Cimetidine»] Помилка: {{Lang}}: не вказано код мови (допомога) | [ 129 ]                 |
| 1979 | George F. Cahill Jr.                                  | Оригінальний текст (англ.) [«In recognition of his contributions to our understanding of the interrelationships of hormones and body fuels in differing nutritional states of man»] Помилка: {{Lang}}: не вказано код мови (допомога) | [ 130 ]                 |
| 1979 | Волтер Гілберт                                        | Оригінальний текст (англ.) [«In recognition of his contributions to our understanding of gene replication and regulation, and of the development of methods for sequencing of DNA and their application to studies of gene organization»] Помилка: {{Lang}}: не вказано код мови (допомога) | [ 131 ]                 |
| 1979 | Елвуд Вернон Дженсен                                  | Оригінальний текст (англ.) [«In recognition of his discovery of steroid receptors which has led to the elucidation of the action of steroid hormones and to the development of tests guiding endocrine treatment for cancer of the breast»] Помилка: {{Lang}}: не вказано код мови (допомога) | [ 132 ]                 |
| 1979 | Фредерік Сенгер                                       | Оригінальний текст (англ.) [«In recognition of his development of methods for the sequencing of DNA and of his contributions to new concepts of gene structure»] Помилка: {{Lang}}: не вказано код мови (допомога) | [ 83 ]                  |
| 1979 | Чарльз Скрайвер                                       | Оригінальний текст (англ.) [«In recognition of his contribution to understanding of genetic disease and, in particular, the detection of genetically-determined disease in large population groups, and the development of treatment programs for these disorders»] Помилка: {{Lang}}: не вказано код мови (допомога) | [ 133 ]                 |
| 1980 | Пол Берг                                              | Оригінальний текст (англ.) [«In recognition of his contributions to our understanding of the mechanisms of protein synthesis and of the interplay of viral and cellular genes in regulating growth and division»] Помилка: {{Lang}}: не вказано код мови (допомога) | [ 134 ]                 |
| 1980 | Irving B. Fritz                                       | Оригінальний текст (англ.) [«For his discovery of the role of carnitine in the regulation of fatty acid metabolism»] Помилка: {{Lang}}: не вказано код мови (допомога) | [ 135 ]                 |
| 1980 | Гар Гобінд Корана                                     | Оригінальний текст (англ.) [«For the chemical synthesis of a functional gene»] Помилка: {{Lang}}: не вказано код мови (допомога) | [ 136 ]                 |
| 1980 | Ефраїм Рекер                                          | Оригінальний текст (англ.) [«For his contributions to our knowledge of energy metabolism in cells and of transport in biological membranes»] Помилка: {{Lang}}: не вказано код мови (допомога) | [ 137 ]                 |
| 1980 | Jesse Roth                                            | Оригінальний текст (англ.) [«For the elucidation of mechanisms through which insulin and other peptide hormones interact with cells and of the ways in which these interactions are altered in disease states»] Помилка: {{Lang}}: не вказано код мови (допомога) | [ 138 ]                 |
| 1980 | Міхаель Села                                          | Оригінальний текст (англ.) [«For his fundamental contribution to our understanding of the molecular basis of immunogenicity»] Помилка: {{Lang}}: не вказано код мови (допомога) | [ 139 ]                 |
| 1981 | Майкл Стюарт Браун Джозеф Леонард Голдстайн           | Оригінальний текст (англ.) [«For their discovery of the role of receptor-mediated uptake of lipoproteins in the regulation of cholesterol metabolism»] Помилка: {{Lang}}: не вказано код мови (допомога) | [ 140 ] [ 141 ]         |
| 1981 | Wai Yiu Cheung Jerry H.-C. Wang                       | Оригінальний текст (англ.) [«For their discovery of calmodulin»] Помилка: {{Lang}}: не вказано код мови (допомога) | [ 142 ] [ 143 ]         |
| 1981 | Жорж Келер Сезар Мільштейн                            | Оригінальний текст (англ.) [«In recognition of their application of a cell-fusion technique to form immortal cell lines which produce antibodies of a single specificity»] Помилка: {{Lang}}: не вказано код мови (допомога) | [ 144 ] [ 145 ]         |
| 1981 | Елізабет Ньюфілд                                      | Оригінальний текст (англ.) [«In recognition of her elucidation of the enzyme defects in some mucopolysaccharide storage diseases»] Помилка: {{Lang}}: не вказано код мови (допомога) | [ 146 ]                 |
| 1981 | Saul Roseman                                          | Оригінальний текст (англ.) [«In recognition of his pioneering studies on the biosynthesis of complex carbohydrates, on their role in cell-cell interactions, and on the transport of sugars into cells»] Помилка: {{Lang}}: не вказано код мови (допомога) | [ 147 ]                 |
| 1981 | Бенгт Самуельсон                                      | Оригінальний текст (англ.) [«For his identification of thromboxanes and leukotrienes, and for his elucidation of their mechanism of action»] Помилка: {{Lang}}: не вказано код мови (допомога) | [ 148 ]                 |
| 1982 | Gilbert Ashwell                                       | Оригінальний текст (англ.) [«For his contributions to our understanding of the mechanisms by which carbohydrate markers regulate the recognition and uptake of proteins by cells»] Помилка: {{Lang}}: не вказано код мови (допомога) | [ 149 ]                 |
| 1982 | Гюнтер Блобель                                        | Оригінальний текст (англ.) [«For his contributions to our understanding of the ways in which newly-synthesized proteins are transported within cells»] Помилка: {{Lang}}: не вказано код мови (допомога) | [ 150 ]                 |
| 1982 | Арвід Карлссон                                        | Оригінальний текст (англ.) [«For his contributions to our understanding of the role of amines, particularly dopamine, as neurotransmitters»] Помилка: {{Lang}}: не вказано код мови (допомога) | [ 151 ]                 |
| 1982 | Пол Янссен                                            | Оригінальний текст (англ.) [«In recognition of his invention of haloperidol and related drugs useful in the treatment of mental illness»] Помилка: {{Lang}}: не вказано код мови (допомога) | [ 152 ]                 |
| 1982 | Manfred M. Mayer                                      | Оригінальний текст (англ.) [«For his contributions to our understanding of the function of complement»] Помилка: {{Lang}}: не вказано код мови (допомога) | [ 153 ]                 |
| 1983 | Donald Henderson                                      | Оригінальний текст (англ.) [«For his leading role in the World Health Organization program that eradicated smallpox throughout the world»] Помилка: {{Lang}}: не вказано код мови (допомога) | [ 154 ]                 |
| 1983 | Брюс Еймс                                             | Оригінальний текст (англ.) [«For his development of a rapid and sensitive screening test that detects potential carcinogens in our environment»] Помилка: {{Lang}}: не вказано код мови (допомога) | [ 155 ]                 |
| 1983 | Gerald D. Aurbach                                     | Оригінальний текст (англ.) [«For his pioneering work in the purification of parathyroid hormone and his continuing studies of its mechanism of action»] Помилка: {{Lang}}: не вказано код мови (допомога) | [ 156 ]                 |
| 1983 | John Allen Clements                                   | Оригінальний текст (англ.) [«For his characterization of pulmonary surfactant and his contributions to our understanding of the respiratory distress syndrome in infants»] Помилка: {{Lang}}: не вказано код мови (допомога) | [ 157 ]                 |
| 1983 | Richard K. Gershon                                    | Оригінальний текст (англ.) [«For his elucidation of the role of subpopulations of lymphocytes in regulating the immune response»] Помилка: {{Lang}}: не вказано код мови (допомога) | [ 158 ]                 |
| 1983 | Судзумі Тонегава                                      | Оригінальний текст (англ.) [«For his discovery that antibody diversity is produced by somatic recombination and mutation of genes»] Помилка: {{Lang}}: не вказано код мови (допомога) | [ 159 ]                 |
| 1984 | Джон Майкл Бішоп Гаролд Вармус                        | Оригінальний текст (англ.) [«For research on viral and cellular oncogenes that extends our understanding of the molecular basis of human cancer»] Помилка: {{Lang}}: не вказано код мови (допомога) | [ 160 ] [ 161 ]         |
| 1984 | Альфред Гілман Мартін Родбелл                         | Оригінальний текст (англ.) [«For elucidating the mechanism by which peptide hormones act across cell membranes to influence cell function»] Помилка: {{Lang}}: не вказано код мови (допомога) | [ 162 ] [ 163 ]         |
| 1984 | Кань Ютвай                                            | Оригінальний текст (англ.) [«For his discovery of DNA polymorphism in sickle cell disease and thalassemia and its application to the antenatal diagnosis of human disease»] Помилка: {{Lang}}: не вказано код мови (допомога) | [ 164 ]                 |
| 1984 | Krešimir Krnjević                                     | Оригінальний текст (англ.) [«For his research on the mechanisms of brain cell communication»] Помилка: {{Lang}}: не вказано код мови (допомога) | [ 165 ]                 |
| 1984 | Robert Noble                                          | Оригінальний текст (англ.) [«For his discovery of the important anticancer drug Vinblastine»] Помилка: {{Lang}}: текст вже має курсивний шрифт (допомога) | [ 166 ]                 |
| 1985 | Стенлі Коен                                           | Оригінальний текст (англ.) [«In recognition of his research on growth factors, and particularly for the isolation, purification and elucidation of the function of epidermal growth factor»] Помилка: {{Lang}}: не вказано код мови (допомога) | [ 167 ]                 |
| 1985 | Пол Лотербур                                          | Оригінальний текст (англ.) [«For first proposing the use of nuclear magnetic resonance to produce images and demonstrating its application to human disease»] Помилка: {{Lang}}: не вказано код мови (допомога) | [ 168 ]                 |
| 1985 | Раймон Лемьє                                          | Оригінальний текст (англ.) [«For his contributions to the organic synthesis and structural analysis of oligosaccharides with human blood-group antigen specificity»] Помилка: {{Lang}}: не вказано код мови (допомога) | [ 169 ]                 |
| 1985 | Мері Лайон                                            | Оригінальний текст (англ.) [«For her contributions to our understanding of X-chromosome inactivation and its significance in normal and abnormal development»] Помилка: {{Lang}}: не вказано код мови (допомога) | [ 170 ]                 |
| 1985 | Марк Ташне Чарльз Янофскі                             | Оригінальний текст (англ.) [«For their many contributions in the field of molecular genetics, especially in the field of gene regulation»] Помилка: {{Lang}}: не вказано код мови (допомога) | [ 171 ] [ 172 ]         |
| 1986 | Jean-Francois Borel                                   | Оригінальний текст (англ.) [«For the discovery of the immunosuppressive properties of cyclosporine A»] Помилка: {{Lang}}: не вказано код мови (допомога) | [ 173 ]                 |
| 1986 | Джеймс Дарнелл Філліп Шарп                            | Оригінальний текст (англ.) [«For increasing our understanding of RNA processing and gene expression»] Помилка: {{Lang}}: не вказано код мови (допомога) | [ 174 ] [ 175 ]         |
| 1986 | Adolfo J. de Bold T. Geoffrey Flynn Harald Sonnenberg | Оригінальний текст (англ.) [«For the discovery and characterization of atrial natriuretic factor»] Помилка: {{Lang}}: не вказано код мови (допомога) | [ 176 ] [ 177 ] [ 178 ] |
| 1986 | Пітер Догерті Рольф Цинкернагель                      | Оригінальний текст (англ.) [«For extending our understanding of the interaction of T lymphocytes with cells bearing foreign antigens»] Помилка: {{Lang}}: не вказано код мови (допомога) | [ 179 ] [ 180 ]         |
| 1986 | Майкл Сміт                                            | Оригінальний текст (англ.) [«For the development and use of the technique of site-specific mutagenesis»] Помилка: {{Lang}}: не вказано код мови (допомога) | [ 181 ]                 |
| 1987 | Рене Фавалоро                                         | Оригінальний текст (англ.) [«For the introduction and development of coronary artery bypass surgery»] Помилка: {{Lang}}: не вказано код мови (допомога) | [ 182 ]                 |
| 1987 | Роберт Галло Люк Монтаньє                             | Оригінальний текст (англ.) [«For the identification and isolation of the virus causing acquired immune deficiency syndrome»] Помилка: {{Lang}}: не вказано код мови (допомога) | [ 183 ] [ 184 ]         |
| 1987 | Вальтер Геринг Едвард Льюїс                           | Оригінальний текст (англ.) [«For the identification and analysis of genes that control embryonic development»] Помилка: {{Lang}}: не вказано код мови (допомога) | [ 185 ] [ 186 ]         |
| 1987 | Ерік Кандел                                           | Оригінальний текст (англ.) [«For elucidating the mechanisms of learning and memory in nerve cells»] Помилка: {{Lang}}: не вказано код мови (допомога) | [ 187 ]                 |
| 1987 | Michael Rossmann                                      | Оригінальний текст (англ.) [«For contributions to the field of x-ray crystallography and its application to the structure of the common cold virus»] Помилка: {{Lang}}: не вказано код мови (допомога) | [ 188 ]                 |
| 1988 | Альберт Агуайо                                        | Оригінальний текст (англ.) [«For the discovery that regrowth and restoration of neural connections is possible in the injured adult mammalian central nervous system»] Помилка: {{Lang}}: не вказано код мови (допомога) | [ 189 ]                 |
| 1988 | Майкл Беррідж Ясутомі Нісідзука                       | Оригінальний текст (англ.) [«For his work in establishing the roles of inositol trisphosphate, diacylglycerol, calcium and protein kinase C during signal transduction and in growth and differentiation»] Помилка: {{Lang}}: не вказано код мови (допомога) | [ 190 ] [ 191 ]         |
| 1988 | Томас Роберт Чек                                      | Оригінальний текст (англ.) [«For the discovery that some forms of RNA have catalytic properties»] Помилка: {{Lang}}: не вказано код мови (допомога) | [ 192 ]                 |
| 1988 | Майкл Ентоні Епстайн                                  | Оригінальний текст (англ.) [«For the identification of the Epstein-Barr virus»] Помилка: {{Lang}}: не вказано код мови (допомога) | [ 193 ]                 |
| 1988 | Роберт Лефковіц                                       | Оригінальний текст (англ.) [«For contributions to our understanding of the structure and regulation of adrenergic receptors»] Помилка: {{Lang}}: не вказано код мови (допомога) | [ 194 ]                 |
| 1989 | Марк Девіс Tak W. Mak                                 | Оригінальний текст (англ.) [«For contributions to the cloning and sequencing of the gene for the T-cell receptor»] Помилка: {{Lang}}: не вказано код мови (допомога) | [ 195 ] [ 196 ]         |
| 1989 | Jean-Marie Ghuysen                                    | Оригінальний текст (англ.) [«For elucidating the mechanism of action of the beta-Iactam group of antibiotics»] Помилка: {{Lang}}: не вказано код мови (допомога) | [ 197 ]                 |
| 1989 | Louis M. Kunkel Ronald G. Worton                      | Оригінальний текст (англ.) [«For contributions to the isolation and cloning of the gene for Duchenne/Becker muscular dystrophy»] Помилка: {{Lang}}: не вказано код мови (допомога) | [ 198 ] [ 199 ]         |
| 1989 | Ервін Неєр Берт Закман                                | Оригінальний текст (англ.) [«For the development of the patch clamp technique»] Помилка: {{Lang}}: не вказано код мови (допомога) | [ 200 ] [ 201 ]         |
| 1990 | Френсіс Коллінз John R. Riordan Lap-Chee Tsui         | Оригінальний текст (англ.) [«For contributions to the identification of the gene for cystic fibrosis»] Помилка: {{Lang}}: не вказано код мови (допомога) | [ 202 ] [ 203 ] [ 204 ] |
| 1990 | Віктор Лін                                            | Оригінальний текст (англ.) [«For his discovery of the role of P-glycoprotein in the development of multidrug resistance of cancer cells»] Помилка: {{Lang}}: не вказано код мови (допомога) | [ 205 ]                 |
| 1990 | Олівер Смітіс Едвін Саузерн                           | Оригінальний текст (англ.) [«For the discovery, development and application of gel electrophoresis methods that allow the separation and identification of specific proteins and nucleic acids»] Помилка: {{Lang}}: не вказано код мови (допомога) | [ 206 ] [ 207 ]         |
| 1990 | Едвард Донналл Томас                                  | Оригінальний текст (англ.) [«For the development of bone marrow transplantation as a therapy for leukemia and other blood disorders»] Помилка: {{Lang}}: не вказано код мови (допомога) | [ 208 ]                 |
| 1991 | Сідней Бреннер                                        | Оригінальний текст (англ.) [«For establishing C. elegans as a model for studying the genetic control of development»] Помилка: {{Lang}}: не вказано код мови (допомога) | [ 120 ]                 |
| 1991 | Джон Салстон                                          | Оригінальний текст (англ.) [«For establishing C. elegans as a model for studying genetic control of development»] Помилка: {{Lang}}: не вказано код мови (допомога) | [ 209 ]                 |
| 1991 | Джуда Фолкман                                         | Оригінальний текст (англ.) [«For his contributions to our understanding of the process of angiogenesis»] Помилка: {{Lang}}: не вказано код мови (допомога) | [ 210 ]                 |
| 1991 | Роберт Ферчготт                                       | Оригінальний текст (англ.) [«For his discovery and characterization of endothelial relaxing factor»] Помилка: {{Lang}}: не вказано код мови (допомога) | [ 211 ]                 |
| 1991 | David MacLennan                                       | Оригінальний текст (англ.) [«For his contributions to our understanding of muscle membranes and ion transport»] Помилка: {{Lang}}: не вказано код мови (допомога) | [ 212 ]                 |
| 1991 | Кері Малліс                                           | Оригінальний текст (англ.) [«For his discovery of the polymerase chain reaction»] Помилка: {{Lang}}: не вказано код мови (допомога) | [ 213 ]                 |
| 1992 | Леланд Гартвелл Йосіо Мацуї Пол Нерс                  | Оригінальний текст (англ.) [«In recognition of their contributions in the field of cell cycle regulation»] Помилка: {{Lang}}: не вказано код мови (допомога) | [ 214 ] [ 215 ] [ 216 ] |
| 1992 | Річард Пето                                           | Оригінальний текст (англ.) [«For his contributions to the design and analysis of clinical trials»] Помилка: {{Lang}}: не вказано код мови (допомога) | [ 217 ]                 |
| 1992 | Берт Фогельштейн Роберт Вайнберг                      | Оригінальний текст (англ.) [«For elucidating the genetic events leading to the development of specific cancers»] Помилка: {{Lang}}: не вказано код мови (допомога) | [ 218 ] [ 219 ]         |
| 1993 | Маріо Капеккі Олівер Смітіз                           | Оригінальний текст (англ.) [«For pioneering work in the use of homologous recombination to generate targeted mutations in the mouse»] Помилка: {{Lang}}: не вказано код мови (допомога) | [ 220 ] [ 206 ]         |
| 1993 | Alvan Feinstein                                       | Оригінальний текст (англ.) [«For his leading role in the establishment of the discipline of clinical epidemiology»] Помилка: {{Lang}}: не вказано код мови (допомога) | [ 221 ]                 |
| 1993 | Стенлі Прузінер                                       | Оригінальний текст (англ.) [«For elucidating the role of a novel infectious particle in certain diseases of the nervous system»] Помилка: {{Lang}}: не вказано код мови (допомога) | [ 222 ]                 |
| 1993 | Майкл Тер-Погосян                                     | Оригінальний текст (англ.) [«For contributions to the development and application of positron emission tomography»] Помилка: {{Lang}}: не вказано код мови (допомога) | [ 223 ]                 |
| 1994 | Памела Бьоркман Don Craig Wiley                       | Оригінальний текст (англ.) [«For contributions to our understanding of the immune system by elucidation of the complex formed between MHC class I proteins and peptides derived from foreign antigens»] Помилка: {{Lang}}: не вказано код мови (допомога) | [ 224 ] [ 225 ]         |
| 1994 | Ентоні Гантер Ентоні Джеймс Поусон                    | Оригінальний текст (англ.) [«For contributions to our understanding of the role of tyrosine kinases in signal transduction pathways that control cell growth»] Помилка: {{Lang}}: не вказано код мови (допомога) | [ 226 ] [ 227 ]         |
| 1994 | Дональд Меткалф                                       | Оригінальний текст (англ.) [«For contributions to the clinical use of colony-stimulating factors in the treatment of depressed hematopoiesis»] Помилка: {{Lang}}: не вказано код мови (допомога) | [ 228 ]                 |
| 1995 | Брюс Альбертс Артур Корнберг                          | Оригінальний текст (англ.) [«For fundamental contributions to our understanding of the replication of DNA»] Помилка: {{Lang}}: не вказано код мови (допомога) | [ 229 ] [ 230 ]         |
| 1995 | Роджер Тсієн                                          | Оригінальний текст (англ.) [«For the design, synthesis and use of molecules to measure and manipulate intracellular signalling»] Помилка: {{Lang}}: не вказано код мови (допомога) | [ 231 ]                 |
| 1996 | Роберт Ленджер                                        | Оригінальний текст (англ.) [«For discoveries that led to the development of controlled drug release systems»] Помилка: {{Lang}}: не вказано код мови (допомога) | [ 232 ]                 |
| 1996 | Баррі Маршалл                                         | Оригінальний текст (англ.) [«For the discovery of the role of Helicobacter Pylori as a cause of peptic ulcer disease and the benefit that patients receive from its eradication»] Помилка: {{Lang}}: не вказано код мови (допомога) | [ 233 ]                 |
| 1996 | Дженет Роулі                                          | Оригінальний текст (англ.) [«For establishing the critical importance of chromosomal rearrangement as a specific cause of human cancer and for a lifetime of research to identify the genes that are rearranged to cause leukemia and lymphoma»] Помилка: {{Lang}}: не вказано код мови (допомога) | [ 234 ]                 |
| 1996 | Джеймс Ротман Ренді Шекман                            | Оригінальний текст (англ.) [«For the identification of proteins involved in intracellular traffic and vesicle fusion»] Помилка: {{Lang}}: не вказано код мови (допомога) | [ 235 ] [ 236 ]         |
| 1997 | Corey Goodman                                         | Оригінальний текст (англ.) [«For his many contributions to development neurobiology, in particular for his initial cellular and subsequent molecular and genetic dissection of the mechanisms controlling the guidance of neuronal growth cones to find and recognize their correct targets»] Помилка: {{Lang}}: не вказано код мови (допомога) | [ 237 ]                 |
| 1997 | Richard O. Hynes Erkki Ruoslahti                      | Оригінальний текст (англ.) [«For the discovery and characterization of the molecules responsible for cell-substrate adhesion including fibronections and integrins: and for recognizing the importance of extracellular matrix-cell interactions in modulating cell phenotype, and their clinical relevance in such fields as cancer, blood coagulation and wound healing»] Помилка: {{Lang}}: не вказано код мови (допомога) | [ 238 ] [ 239 ]         |
| 1997 | Альфред Кнудсон                                       | Оригінальний текст (англ.) [«For his development of a two-hit mutational hypothesis for the origin of cancer that related hereditary and non-hereditary forms of retinoblastoma and other tumors; this hypothesis has become a paradigm for mutational theories on the origins of cancer and led directly to the concept of suppressor oncogenes»] Помилка: {{Lang}}: не вказано код мови (допомога) | [ 240 ]                 |
| 1998 | Елізабет Блекберн Керол Грейдер                       | Оригінальний текст (англ.) [«For the discovery of the structure of telomeres and the enzyme that synthesizes them»] Помилка: {{Lang}}: не вказано код мови (допомога) | [ 241 ] [ 242 ]         |
| 1998 | Giuseppe Attardi Walter Neupert                       | Оригінальний текст (англ.) [«For his pioneering contribution to our understanding of the structure of the human mitochondrial genome and its role in human disease»] Помилка: {{Lang}}: не вказано код мови (допомога) | [ 243 ] [ 244 ]         |
| 1998 | Готфрід Шац                                           | Оригінальний текст (англ.) [«For the discovery of the transport of proteins into mitochondria»] Помилка: {{Lang}}: не вказано код мови (допомога) | [ 245 ]                 |
| 1999 | Аврам Гершко Олександр Варшавський                    | Оригінальний текст (англ.) [«For the discovery of the ubiquitin system of intracellular protein degradation and its many functions in the cell»] Помилка: {{Lang}}: не вказано код мови (допомога) | [ 246 ] [ 247 ]         |
| 1999 | Роберт Горвіц Andrew Wyllie                           | Оригінальний текст (англ.) [«In recognition of their pioneering contribution to our understanding of apoptosis»] Помилка: {{Lang}}: не вказано код мови (допомога) | [ 248 ] [ 249 ]         |
| 2000 | Роберт Редер Роджер Корнберг                          | Оригінальний текст (англ.) [«For their studies on the transcription machinery and elucidation of the basic mechanisms of transcription in eukaryotic cells»] Помилка: {{Lang}}: не вказано код мови (допомога) | [ 250 ] [ 251 ]         |
| 2000 | Alain Townsend Emil R. Unanue                         | Оригінальний текст (англ.) [«For their discovery of the molecular and cellular basis of antigen processing leading to our understanding of the physiological role of histocompatibility molecules and T lymphocyte antigen recognition»] Помилка: {{Lang}}: не вказано код мови (допомога) | [ 252 ] [ 253 ]         |
| 2000 | Jack Hirsh                                            | Оригінальний текст (англ.) [«In recognition of his pioneering contributions to our understanding of the diagnosis, prevention and treatment of thromboembolic disorders»] Помилка: {{Lang}}: не вказано код мови (допомога) | [ 254 ]                 |
| 2001 | Clay Armstrong Bertil Hille Родерік Маккінон          | Оригінальний текст (англ.) [«For the elucidation of the mechanism of action and molecular structure of cation channels»] Помилка: {{Lang}}: не вказано код мови (допомога) | [ 255 ] [ 256 ] [ 257 ] |
| 2001 | Marc Kirschner                                        | Оригінальний текст (англ.) [«For his pioneering work in the understanding of the structure, function and dynamics of microtubules»] Помилка: {{Lang}}: не вказано код мови (допомога) | [ 258 ]                 |
| 2002 | Френсіс Коллінз (Award of Merit)                      | Оригінальний текст (англ.) [«For his outstanding leadership in the Human Genome Project and particularly for the international effort to map and sequence the human and other genomes»] Помилка: {{Lang}}: не вказано код мови (допомога) | [ 202 ]                 |
| 2002 | Джеймс Ватсон (Award of Merit)                        | Оригінальний текст (англ.) [«For his 50 years of unparalelled contributions to biology and medical science, and in particular for his critical international leadership during the creation of the Human Genome Project»] Помилка: {{Lang}}: не вказано код мови (допомога) | [ 259 ]                 |
| 2002 | Philip Palmer Green                                   | Оригінальний текст (англ.) [«For his contributions to development of the computational tools essential for sequencing of the human genome»] Помилка: {{Lang}}: не вказано код мови (допомога) | [ 260 ]                 |
| 2002 | Ерік Лендер Джон Салстон Роберт Вотерсон              | Оригінальний текст (англ.) [«For their major seminal contributions to the sequencing of the human and other genomes»] Помилка: {{Lang}}: не вказано код мови (допомога) | [ 261 ] [ 209 ] [ 262 ] |
| 2002 | Maynard V. Olson                                      | Оригінальний текст (англ.) [«For his original concepts, and for technological and experimental innovations that were critical for the sequencing of the mammalian genomes»] Помилка: {{Lang}}: не вказано код мови (допомога) | [ 263 ]                 |
| 2002 | Крейг Вентер                                          | Оригінальний текст (англ.) [«For his major advancement of whole genome sequencing and its applications to microbial, human and other genomes»] Помилка: {{Lang}}: не вказано код мови (допомога) | [ 264 ]                 |
| 2002 | Michael S. Waterman                                   | Оригінальний текст (англ.) [«For his contributions to computational molecular biology that greatly facilitated sequencing of the human genome»] Помилка: {{Lang}}: не вказано код мови (допомога) | [ 265 ]                 |
| 2002 | Jean Weissenbach                                      | Оригінальний текст (англ.) [«For his unique contributions in creating a detailed genetic map of the human genome»] Помилка: {{Lang}}: не вказано код мови (допомога) | [ 266 ]                 |
| 2003 | Річард Ексел Лінда Бак                                | Оригінальний текст (англ.) [«For their discovery of the olfactory receptors and the clarification of how these receptors transfer olfactory signals to the brain»] Помилка: {{Lang}}: не вказано код мови (допомога) | [ 267 ] [ 268 ]         |
| 2003 | Wayne Hendrickson                                     | Оригінальний текст (англ.) [«For contributions to macromolecular crystallography, in the development of robust methods of phasing and refinement, and in the determination of complex and biologically important structures»] Помилка: {{Lang}}: не вказано код мови (допомога) | [ 269 ]                 |
| 2003 | Сейдзі Огава                                          | Оригінальний текст (англ.) [«For his development of blood oxygenation dependent imaging which has revolutionized the field of functional magnetic resource imaging (fMRI), and used extensively to study brain function»] Помилка: {{Lang}}: не вказано код мови (допомога) | [ 270 ]                 |
| 2003 | Ральф Стайнман                                        | Оригінальний текст (англ.) [«For his discovery and characterization of the role of the dendritic cell, a pivotal phagocytic cell in the immune system and essential to the development of vaccines»] Помилка: {{Lang}}: не вказано код мови (допомога) | [ 271 ]                 |
| 2004 | Сеймур Бензер                                         | Оригінальний текст (англ.) [«For pioneering discoveries that both founded and greatly advanced an entire field of neurogenetics, thereby transforming our understanding of the brain and its mechanisms»] Помилка: {{Lang}}: не вказано код мови (допомога) | [ 39 ]                  |
| 2004 | R. John Ellis Франц-Ульріх Гартль Артур Горвіч        | Оригінальний текст (англ.) [«For his fundamental discoveries concerning chaperone assisted protein folding in the cell and its relevance to neurodegeneration»] Помилка: {{Lang}}: не вказано код мови (допомога) | [ 272 ] [ 273 ] [ 274 ] |
| 2004 | George Sachs                                          | Оригінальний текст (англ.) [«For his elucidation of mechanisms of gastric acid secretion and the development of novel therapies for gastric disease»] Помилка: {{Lang}}: не вказано код мови (допомога) | [ 275 ]                 |
| 2005 | Бренда Мілнер Ендель Тульвінг                         | Оригінальний текст (англ.) [«For pioneering research in the understanding of human memory, and providing the necessary framework within which findings in neuroanatomy, neuroplysiology, and neuropharmacology can be integrated»] Помилка: {{Lang}}: не вказано код мови (допомога) | [ 276 ] [ 277 ]         |
| 2005 | Дуглас Коулман Джеффрі Фрідман                        | Оригінальний текст (англ.) [«For contributions to our understanding of obesity and particularly for the discovery of the adipose tissue hormone, leptin»] Помилка: {{Lang}}: не вказано код мови (допомога) | [ 278 ] [ 279 ]         |
| 2005 | Ендрю Фаєр Крейг Мелло                                | Оригінальний текст (англ.) [«For the discovery of RNA interference which initiated a revolution in the study and use of RNA in gene silencing»] Помилка: {{Lang}}: не вказано код мови (допомога) | [ 280 ] [ 281 ]         |
| 2006 | Ralph L. Brinster                                     | Оригінальний текст (англ.) [«For his pioneering discoveries in germ line modifications in mammals»] Помилка: {{Lang}}: не вказано код мови (допомога) | [ 282 ]                 |
| 2006 | Рональд Марк Еванс                                    | Оригінальний текст (англ.) [«For his seminal studies defining new classes of nuclear hormone receptors and elucidating their role in energy metabolism and endocrine-related disease»] Помилка: {{Lang}}: не вказано код мови (допомога) | [ 283 ]                 |
| 2006 | Алан Голл Thomas D. Pollard                           | Оригінальний текст (англ.) [«For his discoveries related to understanding the cytoskeleton of the cell and the basis of cell mobility and its relevance to human disease»] Помилка: {{Lang}}: не вказано код мови (допомога) | [ 284 ] [ 285 ]         |
| 2006 | Джоан Стейц                                           | Оригінальний текст (англ.) [«For her discovery of the reactivity of autoimmune sera with ribonucleoprotein particles and elucidation of the roles of small nuclear RNAs in messenger RNA processing»] Помилка: {{Lang}}: не вказано код мови (допомога) | [ 286 ]                 |
| 2007 | Чарльз Девід Елліс                                    | Оригінальний текст (англ.) [«For his transforming studies demonstrating the link between chromatin structure and gene transcription and elucidating the mechanisms by which a variety of post-translational modifications of histones are involved in gene expression and genome maintenance and stability»] Помилка: {{Lang}}: не вказано код мови (допомога) | [ 287 ]                 |
| 2007 | Kim A. Nasmyth                                        | Оригінальний текст (англ.) [«For his discovery of the mechanism of chromosome segregation during cell division, which has profound implications for our understanding of chromosome non-disjunction in human cancer and other genetic diseases»] Помилка: {{Lang}}: не вказано код мови (допомога) | [ 288 ]                 |
| 2007 | Harry F. Noller Томас Стейц                           | Оригінальний текст (англ.) [«For his studies on the structure and function of the ribosome which showed that the peptidyl transferase was an RNA catalyzed reaction, and for revealing the mechanism of inhibition of this function by antibiotics»] Помилка: {{Lang}}: не вказано код мови (допомога) | [ 289 ] [ 290 ]         |
| 2007 | Dennis J. Slamon                                      | Оригінальний текст (англ.) [«For the development of targeted therapy Herceptin against advanced breast cancer expressing the Her-2/Neu oncogene resulting in more effective therapy for breast cancer»] Помилка: {{Lang}}: не вказано код мови (допомога) | [ 291 ]                 |
| 2008 | Гаральд цур Гаузен                                    | Оригінальний текст (англ.) [«For the discovery of the causative role of papilloma viruses in cancer of the cervix which led to the development of a successful HPV vaccine»] Помилка: {{Lang}}: не вказано код мови (допомога) | [ 292 ]                 |
| 2008 | Гері Равкан Віктор Емброс                             | Оригінальний текст (англ.) [«For the discovery and characterization of micro RNA's, important in the regulations of gene function»] Помилка: {{Lang}}: не вказано код мови (допомога) | [ 293 ] [ 294 ]         |
| 2008 | Нахум Зоненберг                                       | Оригінальний текст (англ.) [«For his pioneering discoveries in cellular translation of genetic information»] Помилка: {{Lang}}: не вказано код мови (допомога) | [ 295 ]                 |
| 2008 | Samuel Weiss                                          | Оригінальний текст (англ.) [«For his seminal discovery of adult neural stem cells in the mammalian brain and its importance in nerve cell regeneration»] Помилка: {{Lang}}: не вказано код мови (допомога) | [ 296 ]                 |
| 2009 | Пітер Волтер Морі Кадзутосі                           | Оригінальний текст (англ.) [«For the dissection and elucidation of a key pathway in the unfolded protein response which regulates protein folding in the cell»] Помилка: {{Lang}}: не вказано код мови (допомога) | [ 297 ] [ 298 ]         |
| 2009 | Люсі Шапіро Річард Лозік                              | Оригінальний текст (англ.) [«For the discovery of mechanisms that define cell polarity and asymmetric cell division, processes key in cell differentiation and in the generation of cell diversity»] Помилка: {{Lang}}: не вказано код мови (допомога) | [ 299 ] [ 300 ]         |
| 2009 | Сін'я Яманака                                         | Оригінальний текст (англ.) [«For his demonstration that the key transcription factors which specify pluripotency may become reprogrammed somatic cells to pluripotent stem cells»] Помилка: {{Lang}}: не вказано код мови (допомога) | [ 301 ]                 |
| 2010 | Пітер Реткліфф Грег Семенза Вільям Келін              | Оригінальний текст (англ.) [«For identification of molecular mechanisms of oxygen sensing in the cell»] Помилка: {{Lang}}: не вказано код мови (допомога) | [ 302 ] [ 303 ] [ 304 ] |
| 2010 | William A. Catterall                                  | Оригінальний текст (англ.) [«For discovery of the voltage-gated sodium channel and calcium channel proteins and the elucidation of their function and regulation»] Помилка: {{Lang}}: не вказано код мови (допомога) | [ 305 ]                 |
| 2010 | П'єр Шамбон                                           | Оригінальний текст (англ.) [«For the elucidation of fundamental mechanisms of transcription in animal cells and to the discovery of the nuclear receptor superfamily»] Помилка: {{Lang}}: не вказано код мови (допомога) | [ 306 ]                 |
| 2011 | Едріан Берд Ахарон Разін Хаїм Сідер                   | Оригінальний текст (англ.) [«For his pioneering discoveries on DNA methylation and its role in gene expression»] Помилка: {{Lang}}: не вказано код мови (допомога) | [ 307 ] [ 308 ] [ 309 ] |
| 2011 | Сідзуо Акіра                                          | Оригінальний текст (англ.) [«For his ground-breaking discovery of Toll like receptors and the array of microbial compounds that they recognize to provide innate resistance to infection»] Помилка: {{Lang}}: не вказано код мови (допомога) | [ 310 ]                 |
| 2011 | Жюль Офман                                            | Оригінальний текст (англ.) [«For his ground-breaking discovery of the family of Toll like receptors and the array of microbial compounds that they recognize to provide innate resistance to infection»] Помилка: {{Lang}}: не вказано код мови (допомога) | [ 311 ]                 |
| 2012 | Майкл Росбаш Джеффрі Голл Майкл Янг                   | Оригінальний текст (англ.) [«For his pioneering discoveries concerning the biological clock responsible for circadian rhythms»] Помилка: {{Lang}}: не вказано код мови (допомога) | [ 312 ] [ 313 ] [ 314 ] |
| 2012 | Джеффрі Раветч                                        | Оригінальний текст (англ.) [«For his seminal work on identifying the Fc receptors of antibodies, which play a key role in the immune response, and for establishing their critical role in autoimmune diseases and cancer»] Помилка: {{Lang}}: не вказано код мови (допомога) | [ 315 ]                 |
| 2012 | Томас Джессел                                         | Оригінальний текст (англ.) [«For research in defining the genetic and molecular pathways leading to the complex development of the spinal cord, with implications for therapeutic applications»] Помилка: {{Lang}}: не вказано код мови (допомога) | [ 316 ]                 |
| 2013 | Грег Вінтер                                           | Оригінальний текст (англ.) [«For the engineering of humanized monoclonal antibodies and their widespread use in medical therapy, particularly for treatment of cancer and immune disorders»] Помилка: {{Lang}}: не вказано код мови (допомога) | [ 317 ]                 |
| 2013 | Стівен Елледж                                         | Оригінальний текст (англ.) [«For elucidation of the DNA damage response as a signaling network that controls DNA repair and genomic stability with profound implications for cancer and other diseases»] Помилка: {{Lang}}: не вказано код мови (допомога) | [ 318 ]                 |
| 2013 | Деніел Бредлі Гарві Джеймс Альтер                     | Оригінальний текст (англ.) [«For critical contributions to the discovery and isolation of the hepatitis C virus, which has led to the development of new diagnostic and therapeutic agents»] Помилка: {{Lang}}: не вказано код мови (допомога) | [ 319 ] [ 320 ]         |
| 2013 | Майкл Гоутон                                          | Перша людина яка відмовилася від Міжнародної премії Гайрднера. він заявив: «I felt that it would be unfair of me to accept this award without the inclusion of two colleagues, Dr. Qui-Lim Choo and Dr. George Kuo». | [ 321 ] [ 322 ]         |
| 2014 | Тітія де Ланге                                        | Оригінальний текст (англ.) [«For her discovery of the mechanisms by which mammalian telomeres are protected from deleterious DNA repair and damage responses»] Помилка: {{Lang}}: не вказано код мови (допомога) | [ 323 ]                 |
| 2014 | Джеймс Еллісон                                        | Оригінальний текст (англ.) [«For his discovery of immune checkpoint blockade and its successful application to immune therapy of cancer»] Помилка: {{Lang}}: не вказано код мови (допомога) | [ 324 ]                 |
| 2014 | Ravinder Nath Maini Марк Фельдман                     | Оригінальний текст (англ.) [«For the discovery of anti-TNF therapy for the treatment of rheumatoid arthritis and other inflammatory diseases»] Помилка: {{Lang}}: не вказано код мови (допомога) | [ 325 ] [ 326 ]         |
| 2014 | Наполеоне Феррара Гарольд Дворак                      | Оригінальний текст (англ.) [«For discovering Vascular Endothelial Growth Factor (VEGF), a key molecular mediator of new blood vessel formation and the development of effective anti-VEGF therapy for cancer and wet macular degeneration»] Помилка: {{Lang}}: не вказано код мови (допомога) | [ 327 ] [ 328 ]         |
| 2015 | Осумі Йосінорі                                        | Оригінальний текст (англ.) [«for pioneering the molecular elucidation of autophagy, an essential intracellular, degradation system and when disordered, is linked to many diseases including neurodegeneration, cancer, and infection»] Помилка: {{Lang}}: не вказано код мови (допомога) | [ 329 ]                 |
| 2015 | Сімон Сакагуті                                        | Оригінальний текст (англ.) [«for his discovery of regulatory T cells, characterization of their role in immunity and application to the treatment of autoimmune diseases and cancer»] Помилка: {{Lang}}: не вказано код мови (допомога) | [ 330 ]                 |
| 2015 | Лінн Макуат                                           | Оригінальний текст (англ.) [«for the discovery of the mechanism that destroys mutant messenger RNAs in human cells, nonsense-mediated mRNA decay, which is critically important in both normal and disease states»] Помилка: {{Lang}}: не вказано код мови (допомога) | [ 331 ]                 |
| 2015 | Майкл Голл                                            | Оригінальний текст (англ.) [«for his discovery of the nutrient activated protein kinase TOR and elucidation of its central control of cell growth, critical to development and aging and widely implicated in cancers, diabetes, cardiovascular and immune diseases»] Помилка: {{Lang}}: не вказано код мови (допомога) | [ 332 ]                 |
| 2015 | Льюїс Кентлі                                          | Оригінальний текст (англ.) [«for his discovery of PI 3-Kinase, a critical component of the cell signaling machinery that plays a key role in normal functions of proliferations and growth and is de-regulated in diseases such as cancer and diabetes»] Помилка: {{Lang}}: не вказано код мови (допомога) | [ 333 ]                 |
| 2016 | Чжан Фен Дженніфер Дудна Еммануель Шарпентьє          | Оригінальний текст (англ.) [«for development of CRISPR-CAS as a genome editing tool for eukaryotic cells»] Помилка: {{Lang}}: не вказано код мови (допомога) | [ 334 ] [ 335 ] [ 336 ] |
| 2016 | Філіпп Хорват Rodolphe Barrangou                      | Оригінальний текст (англ.) [«for establishing and characterizing CRISPR-Cas bacterial immune defense system»] Помилка: {{Lang}}: не вказано код мови (допомога) | [ 337 ] [ 338 ]         |
| 2017 | Акіра Ендо                                            | Оригінальний текст (англ.) [«For the first discovery and development of statins, inhibitors of cholesterol biosynthesis that have transformed the prevention and treatment of cardiovascular disease»] Помилка: {{Lang}}: не вказано код мови (допомога) | [ 339 ]                 |
| 2017 | Девід Джуліус                                         | Оригінальний текст (англ.) [«For determining the molecular basis of somatosensation- how we sense heat, cold and pain»] Помилка: {{Lang}}: не вказано код мови (допомога) | [ 340 ]                 |
| 2017 | Lewis E. Kay                                          | Оригінальний текст (англ.) [«For the development of modern NMR spectroscopy for studies of biomolecular structure dynamics and function, including applications to molecular machines and rare protein conformations»] Помилка: {{Lang}}: не вказано код мови (допомога) | [ 341 ]                 |
| 2017 | Ріно Раппуолі                                         | Оригінальний текст (англ.) [«For pioneering the genomic approach, known as reverse vaccinology, used to develop a vaccine against meningococcus B which has saved many lives worldwide»] Помилка: {{Lang}}: не вказано код мови (допомога) | [ 342 ]                 |
| 2017 | Гуда Зогбі                                            | Оригінальний текст (англ.) [«For the discovery of the genetic basis of Rett syndrome and its implications for autism spectrum disorders»] Помилка: {{Lang}}: не вказано код мови (допомога) | [ 343 ]                 |
| 2018 | Азім Сурані Davor Solter                              | Оригінальний текст (англ.) [«For the discovery of mammalian genomic imprinting that causes parent-of-origin specific gene expression and its consequences for development and disease.»] Помилка: {{Lang}}: не вказано код мови (допомога) | [ 344 ] [ 345 ]         |
| 2018 | Едвард Бойден Карл Дейссерот Петер Геґеманн           | Оригінальний текст (англ.) [«For the discovery of light-gated ion channel mechanisms, and for the discovery of optogenetics, a technology that has revolutionized neuroscience.»] Помилка: {{Lang}}: не вказано код мови (допомога) | [ 346 ] [ 347 ] [ 348 ] |
| 2019 | John Diffley Брюс Стілман                             | Оригінальний текст (англ.) [«For their pioneering research on the eukaryotic DNA replication cycles including initiation, regulation and responses to DNA damage»] Помилка: {{Lang}}: не вказано код мови (допомога) |                         |
| 2019 | Рональд Девід Вейл                                    | Оригінальний текст (англ.) [«For the landmark discovery of the motor protein kinesin and pioneering the understanding of its mechanism of action in driving cellular movement processes including cell division and intracellular transport»] Помилка: {{Lang}}: не вказано код мови (допомога) |                         |
| 2019 | Сьюзен Бенд Горвиць                                   | Оригінальний текст (англ.) [«For defining novel mechanisms of action and resistance of drugs of natural product origin, most significantly Taxol®, and promoting their use for treatment of cancer»] Помилка: {{Lang}}: не вказано код мови (допомога) |                         |
| 2019 | Timothy A. Springer                                   | Оригінальний текст (англ.) [«For discovery of the first immune system adhesion molecules, elucidation of their roles in antigen recognition and leukocyte homing, and translation of these discoveries into therapeutics for autoimmune diseases»] Помилка: {{Lang}}: не вказано код мови (допомога) |                         |

### 2020-і роки
| Рік  | Лауреат                                                       | Обґрунтування нагороди | Джерело                 |
| ---- | ------------------------------------------------------------- | --- | ----------------------- |
| 2020 | Масатосі Такеїті Рольф Кемлер                                 | За відкриття, характеристику та біологію кадгеринів та асоційованих білків в адгезії та передачі сигналів тварин клітин. .Оригінальний текст (англ.) [«For their discovery, characterization and biology of cadherins and associated proteins in animal cell adhesion and signalling.»] Помилка: {{Lang}}: не вказано код мови (допомога) | [ 349 ] [ 350 ]         |
| 2020 | Елейн Фукс                                                    | За її дослідження, що з'ясовують роль тканинних стовбурових клітин у гомеостазі, загоєнні ран, запаленні та раку. Оригінальний текст (англ.) [«For her studies elucidating the role of tissue stem cells in homeostasis, wound repair, inflammation and cancer»] Помилка: {{Lang}}: не вказано код мови (допомога) | [ 351 ]                 |
| 2020 | Міна Біссел                                                   | За визначення «динамічної взаємності» і тієї важливої ролі, яку передача сигналів позаклітинного матриксу (ЕСМ) та мікросередовище грають у регуляції генів у нормальних та злоякісних клітинах, революціонуючи галузі досліджень в онкології та гомеостазу тканин. Оригінальний текст (англ.) [«For characterizing “Dynamic Reciprocity” and the significant role that extracellular matrix (ECM) signaling and microenvironment play in gene regulation in normal and malignant cells, revolutionizing the fields of oncology and tissue homeostasis.»] Помилка: {{Lang}}: не вказано код мови (допомога) | [ 352 ]                 |
| 2020 | Рул Нюссе                                                     | За новаторську роботу з дослідження сигнального шляху Wnt та його важливості у розвитку, у ракових та стовбурових клітинах Оригінальний текст (англ.) [«For pioneering work on the Wnt signaling pathway and its importance in development, cancer and stem cells.»] Помилка: {{Lang}}: не вказано код мови (допомога) | [ 353 ]                 |
| 2021 | Даніель Дж. Друкер Йенс Юль Гольст Джоел Габенер              | За дослідження глюкагоноподібних пептидів, які призвели до значних успіхів у лікуванні діабету 2 типу, ожиріння та кишкових розладів. Оригінальний текст (англ.) [«For research on glucagon-like peptides that has led to major advances in the treatment of Type 2 diabetes, obesity and intestinal disorders»] Помилка: {{Lang}}: не вказано код мови (допомога) | [ 354 ] [ 355 ] [ 356 ] |
| 2021 | Мері-Клер Кінг                                                | За дослідження в галузі генетики трансформації та онкології з виявленням спадкової схильності до раку грудей через мутацію гена BRCA1. Оригінальний текст (англ.) [«For transforming cancer genetics and oncology with the discovery of inherited susceptibility to breast cancer due to mutation of the BRCA1 gene»] Помилка: {{Lang}}: не вказано код мови (допомога) | [ 357 ]                 |
| 2022 | Пітер Калліс Джон Дік Каталін Каріко Дрю Вайсман Стюарт Оркін | |                         |

## Адреса
255 Yorkland Blvd, Suite 220, North York, ON M2J 1S3, Онтаріо, Канада